# 藤森健太郎
藤森 健太郎（ふじもり けんたろう、1964年12月20日- ）は、日本の歴史学者。群馬大学教育学部学校教育教員養成講座社会専攻教授。埼玉県草加市出身。
祖父は長野県考古学会会長を務めた藤森栄一。

## 略歴・人物
- 1964年12月20日 埼玉県草加市に生まれる
- 1983年3月 埼玉県立春日部高等学校卒業
- 1983年4月 慶應義塾大学文学部日本史学専攻入学
- 1988年3月 慶應義塾大学文学部日本史学専攻卒業
- 1991年3月 慶應義塾大学大学院文学研究科古代史修士課程修了
- 1995年3月 慶應義塾大学大学院文学研究科博士課程単位取得退学
- 1995年4月 新潟県採用
- 2000年8月 新潟県立歴史博物館職員着任(主任研究員、古代史担当)
- 2006年4月 新潟県立歴史博物館学芸課研究員
- 2007年4月 群馬大学教育学部准教授着任

新潟県、新潟県立歴史博物館職員を経て、群馬大学教育学部教授。
祖父の藤森栄一は、業績を記念して民間の考古学研究者に対して与えられる「藤森栄一賞」が設けられるきっかけとなった人物である。

## 研究分野
- 奈良時代、平安時代の儀礼

（古代国家の観念的秩序の構造と変遷）
（天皇の即位儀礼）

## 著書

### 単著
- 『古代天皇の即位儀礼』（吉川弘文館、2000年、ISBN　9784642023580、オンデマンド版　　2022年　ISBN　9784642723589）

### 共著
- 『政治と宗教の古代史』　（慶應義塾大学出版会、2004年）
- 『Jr.日本の歴史2　都と地方のくらし－奈良時代から平安時代－』　（小学館、2010年）

## 論文
- 『日本古代元日朝賀儀礼の特質』　（『史学』第61-1・2号、1992年）
- 『「儀式」「延喜式」における皇太子の正月受賀儀礼について』　（『史学』第62-1・2号、1992年）
- 『平安期即位儀礼の論理と特質』　（『延喜式研究』第9号、1994年）
- 『九世紀の即位に付属する上表について』　（『日本歴史』第574号、1996年）
- 『橋本義則著「平安宮成立史の研究」』（『日本史研究』第408号、1996年）

## 所属学会
- 史学会
- 木簡学会

など